# Рацалешти (Валча)
Рацалешти (рум. Rățălești) насеље је у Румунији у округу Валча у општини Рошииле. Oпштина се налази на надморској висини од 301 m.

## Становништво
Према подацима из 2002. године у насељу је живело 194 становника, од којих су сви румунске националности.